# Olympische Sommerspiele 2008/Teilnehmer (Monaco)
| Gelbes Symbol für Goldmedaillen mit stilisierten Olympischen Ringen | Graues Symbol für Silbermedaillen mit stilisierten Olympischen Ringen | Braundes Symbol für Bronzemedaillen mit stilisierten Olympischen Ringen |
| ------------------------------------------------------------------- | --------------------------------------------------------------------- | ----------------------------------------------------------------------- |
| —                                                                   | —                                                                     | —                                                                       |

Monaco hat 2008 zum 18. Mal an Olympischen Sommerspielen teilgenommen. Für die Olympischen Sommerspiele in Peking benannte das Comité Olympique Monégasque fünf Athleten. Begleitet wurden sie von sechs Trainern und einer sechsköpfigen Delegation von Funktionären.

## Teilnehmer nach Sportart

### Gewichtheben
- Romain Marchessou
Männer, Klasse bis 77 kg

### Judo
- Yann Siccardi
Männer, Klasse bis 60 kg

### Leichtathletik
- Sébastien Gattuso
Männer, 100 m

### Schießen
- Fabienne Pasetti
Frauen, Luftgewehr 10 m

### Rudern
- Mathias Raymond
Männer, Einer